# 清水良太郎
清水 良太郎（しみず りょうたろう、1988年8月15日 - ）は、日本の元タレント。東京都新宿区落合出身。血液型はO型。プロダクション尾木を経て、清水エイジェンシーに所属していた。父は清水アキラ。

## 来歴
高校在学中の2006年、『功名が辻』で俳優としてデビューする。
2011年3月に『爆笑そっくりものまね紅白歌合戦スペシャル』に出演し、ものまねタレントとしての活動も開始。同年10月、『オールスター芸能人歌がうまい王座決定戦スペシャル』で優勝した。
2016年5月に一般女性と結婚、11月8日に第1子女児が誕生した。
2017年2月10日発売の写真週刊誌『FRIDAY』にて、遠藤要とともに違法営業の遊技場で違法賭博を行ったと報じられた。良太郎はこの報道を受け、同年3月から4月に予定されていたミュージカル『花・虞美人』を降板したことが発表された。その後は活動謹慎処分を受けていたが、同年6月23日に処分が解除され仕事復帰した。
だが同年10月11日、派遣型風俗店の30代の女性の通報により豊島区西池袋のラブホテルを出てきたところ、任意で尿を提出し翌日覚醒剤取締法違反（使用）の容疑で東京都内の自宅の敷地内で目白警察署に逮捕された。捜査関係者によると逮捕当初、容疑を否認していた が、その後の調べに対し「ホテルや自宅で使った。まわりに迷惑をかけた」などと話し、容疑を認めていることが分かった。同月12日には会見で父が謝罪し、本人が容疑を認めたことで17日、清水エイジェンシーは解雇処分とした。
その後、2023年にBreakingDown8に出場し、ぬりぼうと対戦したが、KO負けした。

## 出演

### テレビドラマ
- 功名が辻（2006年、NHK） - 山内家の兵 役
- ドラマ24 エリートヤンキー三郎（2007年、テレビ東京） - 白石圭太 役
- 土曜ドラマ フルスイング（2008年、NHK） - 野球部キャプテン・石田 役
- ごくせん 第3シリーズ（2008年、日本テレビ） - 桂良太郎 役
- ドラマ8 キャットストリート（2008年、NHK） - 高校生・治司 役
- ハンチョウ〜神南署安積班〜シリーズ4 〜正義の代償〜 第10話（2011年6月13日、TBS） - 緒方 役
- 月曜ゴールデン 世田谷駐在刑事（2012年6月18日、TBS） - 柴田晃 役
- あまちゃん（2013年8月12日、NHK） - 若き日の橋幸夫(20) 役

### バラエティ番組
- 爆笑そっくりものまね紅白歌合戦スペシャル（フジテレビ） - 父と初共演。 
  - 爆笑そっくりものまね紅白歌合戦スペシャル（2011年3月18日・9月27日・2012年3月24日・9月21日・2013年2月1日・2014年11月4日・2015年5月8日・10月23日・2016年5月6日・9月2日・2017年1月6日）
  - 大晦日はマル・マル・モリ・モリ! 爆笑そっくりものまね紅白歌合戦 祭りだ祭りだスペシャル（2011年12月31日）
  - 最強!!ものまね紅白! 大激突!ワンサカ祭り!（2013年4月12日）
  - ドリームチーム対抗! 最強!!ものまね紅白! 史上初の頂上決戦スペシャル!（2013年10月29日）
  - ものまね紅白歌合戦 最強!春の新ネタ祭り（2014年4月13日）
- 歌がうまい王座決定戦スペシャル（フジテレビ）
  - イケメン歌がうまい王座決定戦スペシャル（2011年5月31日）
  - オールスター芸能人歌がうまい王座決定戦スペシャル（2011年10月28日・2012年10月19日） - 優勝して賞金200万円を獲得した。
  - メンズ歌がうまい王座決定戦スペシャル（2012年5月29日）
  - 歌がうまい王座決定戦 チャンピオン大会（2013年7月2日）
- ものまね王座決定戦（フジテレビ）
  - 12年ぶりに今夜復活! ものまね王座決定戦 日本一は誰だ!? 大激突トーナメントスペシャル（2012年7月6日）
  - 日本一誰だ!? ものまね王座大決定戦 最強トーナメント 超下克上スペシャル!!（2012年12月28日）
  - 最強トーナメント2013 ものまね王座大決定戦 新王者誕生スペシャル!!（2013年12月28日）
  - 日本一のものまね王者が今夜決定! ものまね王座決定戦 年に一度のガチンコバトルスペシャル（2014年12月12日）
  - 日本一のものまね王者が今夜決定! ものまね王座決定戦 年に一度の超真剣トーナメントスペシャル（2015年12月11日）
  - 日本一のものまね王者が今夜決定! ものまね王座決定戦 年に一度の鉄板ネタガチンコバトルスペシャル（2016年11月25日）
- 潜入!リアルスコープ（2011年11月19日、フジテレビ）
- VS嵐（2012年2月16日、フジテレビ）
- ホンマでっか!?TV（2012年3月14日、フジテレビ）
- 誰だって波瀾爆笑（2012年4月8日、日本テレビ）
- ザ・ベストハウス123（2012年5月8日、フジテレビ）
- 関ジャニの仕分け∞（2012年6月9日、テレビ朝日） - 「最新得点カラオケでプロに勝てる最強歌うま芸能人を仕分けろ!」でプロ歌手の木山裕策に負けた。
- 大人のKISS英語（2014年5月5日、フジテレビ）
- ライオンのごきげんよう（フジテレビ）
- 森田一義アワー 笑っていいとも!（フジテレビ）
- ものまねグランプリ（2015年12月15日、日本テレビ）

### 映画
- ごくせん THE MOVIE（2009年、東宝） - 桂良太郎 役
- 喧嘩番長 劇場版〜一年戦争（2011年、ジョリー・ロジャー）

### 舞台
- 飛行機雲2009 流れる雲よ 〜DJから特攻隊へ愛を込めて〜
- マリア・マグダレーナ来日公演『マグダラなマリア』 - アレクセイ役
  - 魔愚堕裸屋・恋のカラ騒ぎ（2011年10月）
  - マグダライブ!!2013（2013年6月）
- オレンジ 命の奇跡（2012年3月、銀座博品館） - 栂村 役
- ザ・ベストハウス123 on Stage!!（2012年6月）
- ミュージカル『花・虞美人』（2017年3月 - 4月、赤坂ACTシアター/愛知県芸術劇場大ホール/森ノ宮ピロティホール） - 項羽 役 [9]※先述の違法賭博報道を受け降板。

### 携帯サイト
- 発掘!イケメン大好き!（2008年、プロデュース・アソシエーション）